# Буровая вышка

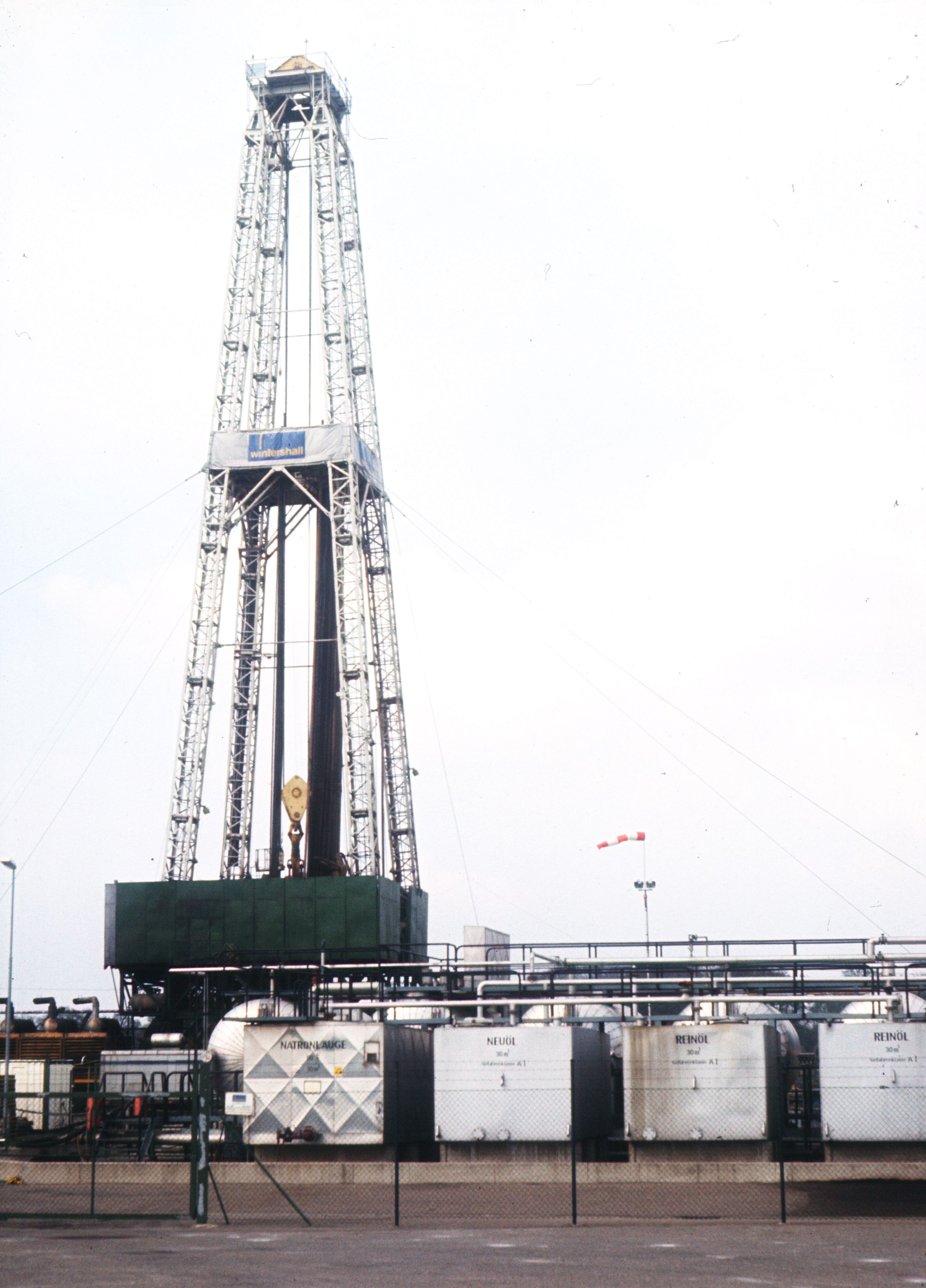
Буровая вышка

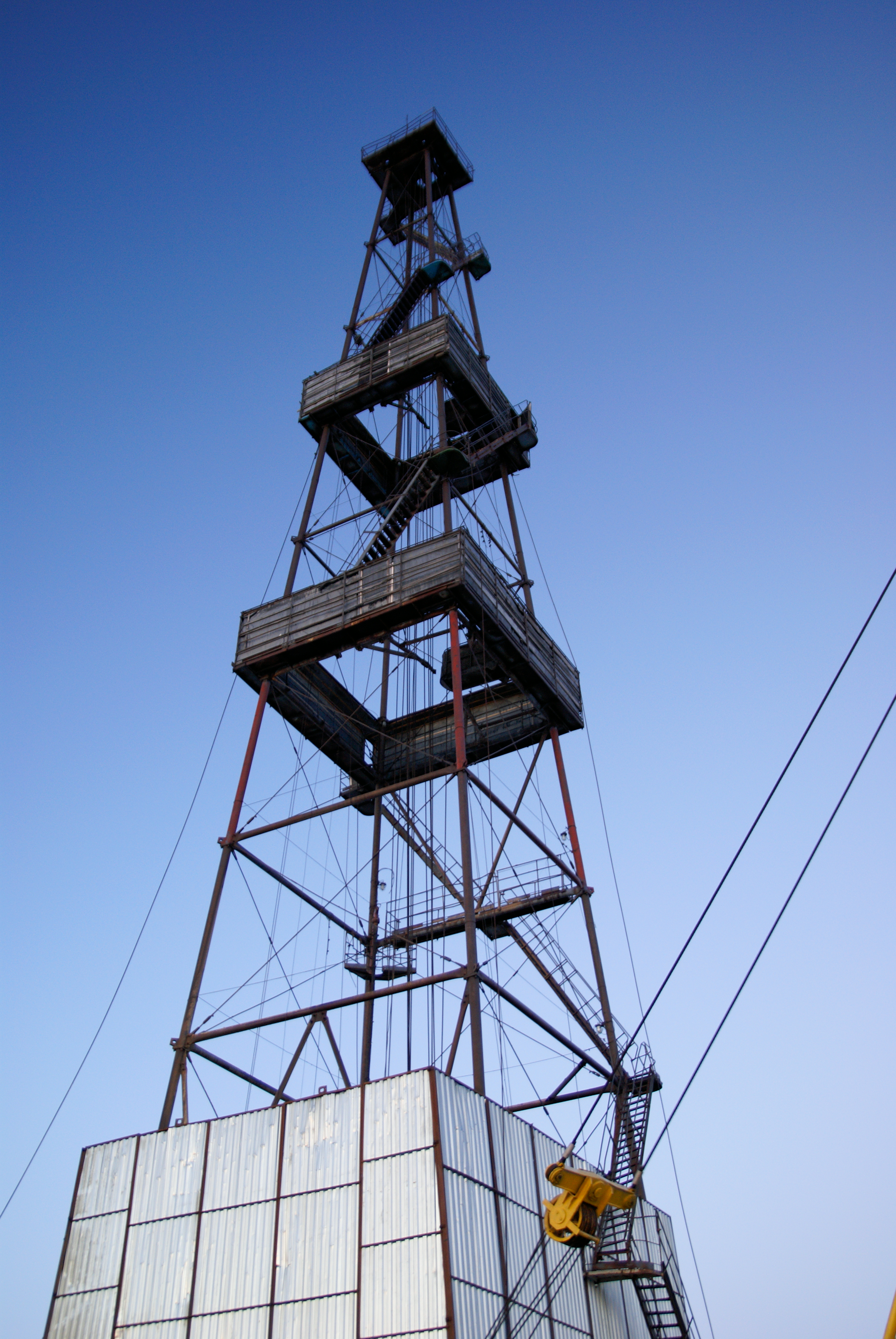
Буровая вышка башенная ВБ53*320М

Буровая вышка — сооружение, являющееся частью буровой установки, часть бурового оборудования.   
Используется для: 
1. Проведения спуско-подъёмных операций (СПО).
2. Поддержания бурильной колонны на талевой системе при бурении с разгрузкой.
3. Размещения комплекта бурильных труб и утяжелённых бурильных труб (УБТ), извлечённых из скважины.
4. Размещения талевой системы.
5. Размещения средств механизации СПО, в частности механизмов АСП (может не устанавливаться), платформы верхнего рабочего, устройства экстренной эвакуации верхнего рабочего, вспомогательного оборудования.
6. Размещения системы верхнего привода (может не устанавливаться).

Буровые вышки подразделяются на башенные и мачтовые.